# Лапущенкова Анна Олександрівна
Лапущенкова Анна Олександрівна (нар. 24 жовтня 1986) — колишня російська тенісистка.
Найвищу одиночну позицію світового рейтингу — 93 місце досягла 24 травня 2010, парну — 157 місце — 9 березня 2009 року.
Здобула 11 одиночних та 1 парний титул.

## Фінали ITF
| Легенда          |
| ---------------- |
| турніри $100,000 |
| турніри $75,000  |
| турніри $50,000  |
| турніри $25,000  |
| турніри $10,000  |

### Одиночний розряд: 18 (11–7)
| Результат | Ранг | Дата              | Турнір                     | Покриття   | Суперниця            | Рахунок            |
| --------- | ---- | ----------------- | -------------------------- | ---------- | -------------------- | ------------------ |
| Поразка   | 1.   | 12 березня 2006   | ITF Мінськ, Білорусь       | Килим (i)  | Галина Косик         | 1–6, 6–7           |
| Поразка   | 2.   | 2 липня 2006      | ITF Харків, Україна        | Ґрунт      | Вероніка Капшай      | 6–4, 2–6, 1–6      |
| Перемога  | 1.   | 9 липня 2006      | ITF Жуковський, Росія      | Ґрунт      | Юлія Солоницька      | 1–6, 7–5, 7–5      |
| Перемога  | 2.   | 23 вересня 2006   | ITF Тбілісі, Грузія        | Тверде     | Аміна Рахім          | 7–6(7–0), 6–2      |
| Перемога  | 3.   | 11 серпня 2007    | ITF Москва, Росія          | Ґрунт      | Ксенія Палкіна       | 6–4, 6–3           |
| Перемога  | 4.   | 19 серпня 2007    | ITF Пенза, Росія           | Ґрунт      | Христина Антонійчук  | 6–4, 6–2           |
| Поразка   | 3.   | 25 серпня 2007    | ITF Москва, Росія          | Ґрунт      | Анастасія Пивоварова | 3–6, 4–6           |
| Перемога  | 5.   | 1 вересня 2007    | ITF Москва, Росія          | Ґрунт      | Галина Косик         | 6–3, 6–1           |
| Поразка   | 4.   | 28 жовтня 2007    | ITF Подольськ, Росія       | Тверде (i) | Євгенія Родіна       | 1–6, 3–6           |
| Поразка   | 5.   | 25 листопада 2007 | ITF Пуатьє, Франція        | Тверде (i) | Марта Домаховська    | 5–7, 0–6           |
| Поразка   | 6.   | 22 березня 2008   | ITF Санкт-Петербург, Росія | Тверде (i) | Магдалена Рибарикова | 4–6, 2–6           |
| Перемога  | 6.   | 10 серпня 2008    | ITF Москва, Росія          | Ґрунт      | Аніко Капрош         | 5–1 ret.           |
| Поразка   | 7.   | 5 квітня 2009     | ITF Ханти-Мансійськ, Росія | Килим (i)  | Євгенія Родіна       | 3–6, 2–6           |
| Перемога  | 7.   | 15 листопада 2009 | ITF Мінськ, Білорусь       | Тверде (i) | Людмила Кіченок      | 5–7, 7–6(7–3), 6–2 |
| Перемога  | 8.   | 7 березня 2010    | ITF Мінськ, Білорусь       | Тверде (i) | Леся Цуренко         | 6–1, 3–6, 7–6(7–2) |
| Перемога  | 9.   | 28 березня 2010   | ITF Москва, Росія          | Тверде (i) | Олена Куликова       | 6–4, 6–2           |
| Перемога  | 10.  | 4 квітня 2010     | ITF Khanty-Mansiysk        | Килим (i)  | Людмила Кіченок      | 6–2, 6–2           |
| Перемога  | 11.  | 15 серпня 2010    | ITF Казань, Росія          | Тверде     | Віталія Дяченко      | 6–1, 2–6, 7–6(7–4) |

### Парний розряд: 5 (1–4)
| Результат | Ранг | Дата           | Турнір               | Покриття  | Партнерка         | Суперниці                              | Рахунок       |
| --------- | ---- | -------------- | -------------------- | --------- | ----------------- | -------------------------------------- | ------------- |
| Поразка   | 1.   | 1 липня 2006   | ITF Харків, Україна  | Ґрунт     | Галина Косик      | Катерина Афіногенова Василіса Давидова | 1–6, 5–7      |
| Поразка   | 2.   | 10 серпня 2007 | ITF Москва, Росія    | Ґрунт     | Василіса Давидова | Тетяна Котельникова Марія Жаркова      | 4–6, 6–3, 3–6 |
| Поразка   | 3.   | 14 грудня 2007 | ITF Дубай, ОАЕ       | Тверде    | Юліана Федак      | Марина Еракович Моніка Нікулеску       | 6–7, 4–6      |
| Перемога  | 1.   | 8 березня 2008 | ITF Мінськ, Білорусь | Килим (i) | Юлія Бейгельзимер | Іма Богуш Ксенія Мілевська             | 6–4, 7–5      |
| Поразка   | 4.   | 14 червня 2008 | ITF Марсель, Франція | Ґрунт     | Вікторія Кутузова | Агнеш Сатмарі Орелі Веді               | 4–6, 3–6      |